# Пластинчатый доспех
Пластинчатый доспех — общее название доспехов из пластин. В зависимости от эпохи и региона пластины могли быть не из металла, а из кости, клыков, рогов, вываренной кожи и даже дерева.

## Проблема терминологии
В русскоязычной литературе нет единого понимания термина пластинчатый доспех. Кирпичников называет пластинчатым доспехом ламеллярный, ссылаясь на терминологию Б. Тордемана. В то же время в переводе М. К. Якушина книги Эварда Оукшотта "Археология оружия" пластинчатым доспехом названы plate-mail, шинный доспех (splinted armour) и латный доспех (plate armour). Соловьев использует термин крупнопластинчатый доспех для обозначения наборных доспехов из крупных пластин, приклепанных к ременной основе, которые Кирпичников классифицирует как чешуйчатый. В переводной энциклопедии "оружие и доспехи всех времен и народов" под редакцией К. Жукова пластинчатыми доспехами названы "доспехи, сделанные из стальных пластин, в отличие от доспехов, имеющих кольчужную, бригантную или чешуйчатую конструкцию", при этом в оригинале использовался термин "plate armor".

## Виды пластинчатого доспеха
Имеющий основу из ткани либо кожи
- Шлем из клыков (пластинчатый шлем из клыков кабана)
- Чешуя (доспех) (NB: были варианты как совсем без основы так и на кольчужной основе)
- Лорика сегментата (ламинар на кожаной основе)
- Бригантина (доспех)
- Японская бригантина
- Куяк

Сплетённый шнурами без основы
- Ламеллярный доспех
- Ламинарный доспех (NB: в римском варианте имел кожаную основу)

На кольчужной основе
- Лорика плюмата (чешуя на кольчужной основе)
- Бехтерец
- Юшман
- Калантарь

из крупных пластин без основы:
- Зерцальный доспех (NB: были варианты с тканевой подкладкой усиленной кожаными ремнями)